# My Destiny (telenovela)
My Destiny  é uma telenovela filipina exibida em 2014 pela GMA Network.

## Elenco

### Elenco principal
- Tom Rodriguez ... Alfred "Fred" Salcedo
- Carla Abellana ... Stella Dimaano
- Rhian Ramos ... Esperanza Gonzales
- Sid Lucero ... Romeo Calderon

### Coadjuvantes
- Pinky Amador ... Chantal Salcedo-Reyes
- Carlo Gonzales ... Nigel Ramirez
- Kier Legaspi ... Francisco Salcedo-Reyes
- Lloyd Samartino ... Edgardo Ramirez
- Rocco Nacino ... Jomar Hilario-Barrinuevo
- Ashley Cabrera ... Barbara "Rita" Calderon
- Shiela Marie Rodriguez ... Kristal Gonzales
- Glydel Mercado ... Joanne Vasquez
- Ehra Madrigal ... Damian Sebastian-Barrinuevo
- Karel Marquez ... Bernice Salcedo
- Maria Isabel Lopez ... Margarita "Margot" Vasquez